# Australöarna

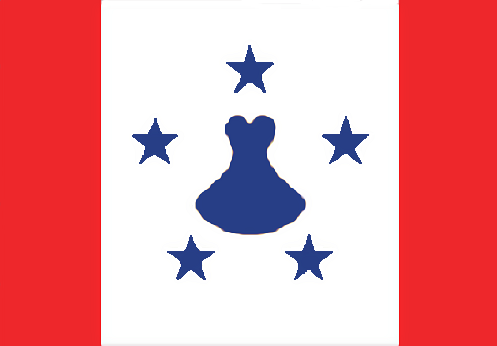
Australöarnas flagga

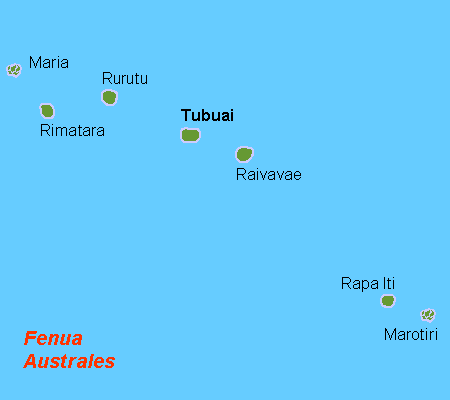
Översiktskarta

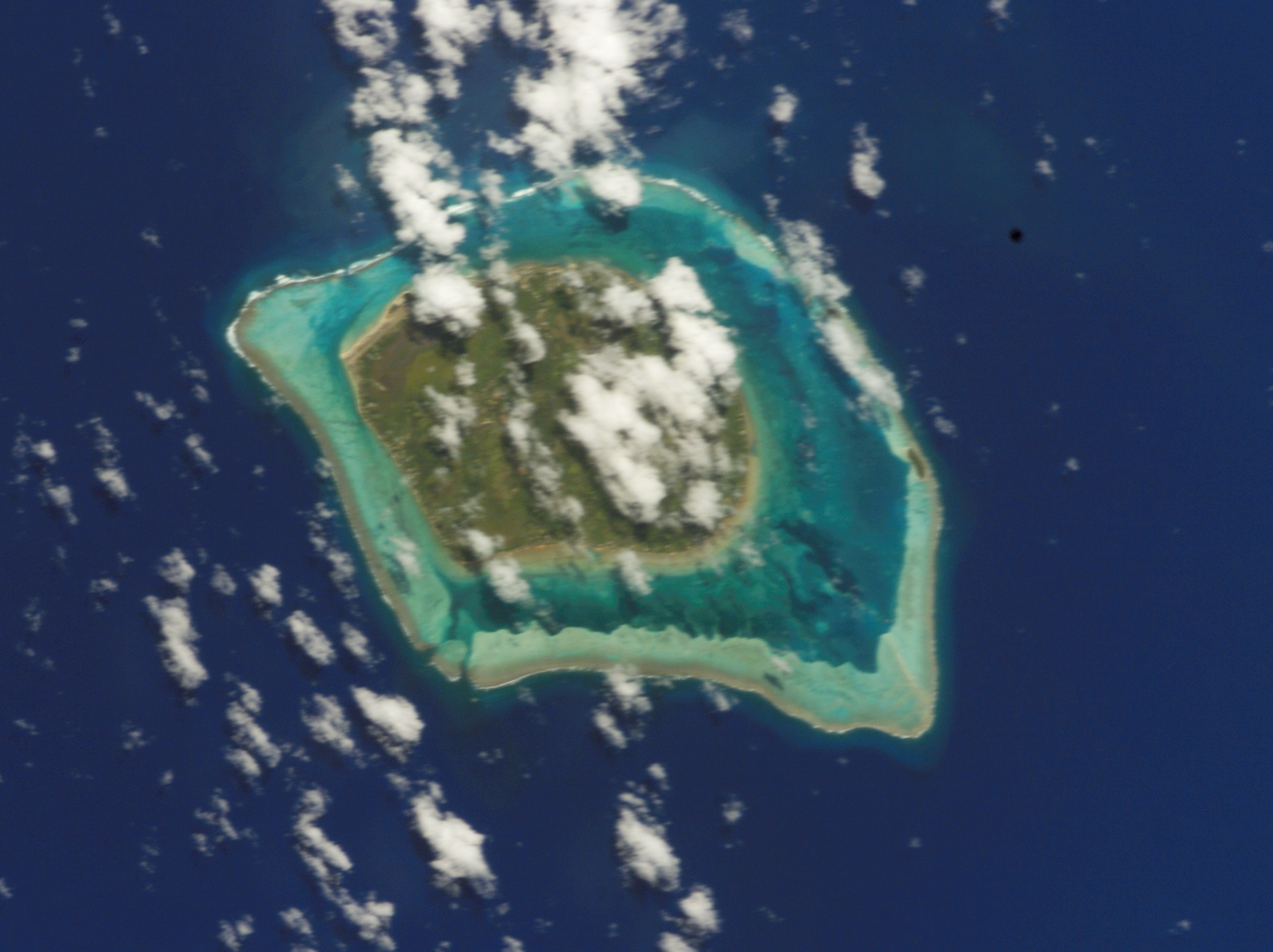
Tubuai

Australöarna (franska îles Australes eller îles Tubuai) är ett av de fem territorier (subdivisions administratives) och det minsta i Franska Polynesien i Stilla havet.
Öarna ligger cirka 600 till 1 300 km söder om Tahiti.

## Geografi
Öarna är av vulkaniskt ursprung och ligger i en kedja från norr till söder spridda över ett cirka 1 300 km² stort område med en area på cirka 152 km².
Huvudön Tubuai har en area på cirka 45 km² med den högsta höjden Mont Taitaa på cirka 420 m ö.h.
Området omfattar 7 öar fördelade på två delområden
- Tubuaiöarna (Îles Tubuaï) med
- îles Maria, cirka 1,3 km²
- Raivavae, cirka 16 km²
- Rimatara, cirka 8 km²
- Rurutu, cirka 36 km²
- Tubuai, cirka 45 km²

- Bassöarna (Îles Bass) med
- Rapa Iti, cirka 40 km²
- l'îlots Marotiri, cirka 0,04 km²

Befolkningen uppgår till cirka 7 000 invånare (46 inv/km²) med huvudorten Mataura på cirka 1 000 invånare. Huvudspråken är lokal tahitiska och franska.
Valutan är CFP-franc som i övriga Franska Polynesien.

## Historia
Öarna har troligen varit bebodda av polynesier redan på 1000-talet.
Området besöktes 1777 av den brittiske kapten James Cook under en expedition.
Myteristerna från Bounty tillbringade tiden från juni till september 1789 på huvudön.
Området blev ett franskt protektorat 1880 och införlivades 1903 tillsammans med övriga öar inom Franska Polynesien i det nyskapade Établissements Français de l'Océanie (Franska Oceanien).